# Биохимик-Мордовия
«Биохимик-Мордовия» — бывший российский футбольный клуб из города Саранска, существовавший с 1995 по 2004 год.

## История
Футбольный клуб был создан в декабре 1994 года на базе ОАО «Биохимик», производителя медицинских препаратов. В 1995 году команда «Биохимик» заняла 2-е место в зоне «Поволжье» КФК. В 1995 году команду под названием «Биохимик-Мордовия» возглавил выпускник 1984 года ГДОИФК имени П. Ф. Лесгафта Игорь Шинкаренко, игравший и работавший в Саранске с середины 1980-х годов. В 1995—1996 годах команда занимала 7-е место в 5-й зоне третьей лиги. С 1998 года «Биохимик-Мордовия» выступала во втором дивизионе, до 2002 года в зоне «Поволжье», в 2002—2003 — в зоне «Центр». Под руководством Шинкаренко команда провела пять сезонов. В 2001 году он перешёл на должность генерального директора, главным тренером стал Игорь Беланович. В 2002 году под руководством Владимира Бибикова «Биохимик-Мордовия» заняла 5-е место в своей зоне — лучшее место в истории клуба. 2004 год, в котором командой руководил Валерий Богданов, стал последним для «Биохимика-Мордовии» — в начале 2005 года она была реорганизована в ФК «Мордовия», команда «Мордовия» начала выступления в 2005 году со Второго дивизиона и в дальнейшем стала позиционировать себя в качестве преемника имеющей более богатую историю команды «Лисма-Мордовия»/«Светотехника» («Лисма-Мордовия» вылетела из Первого дивизиона по итогам 2004 года и прекратила своё существование).

## Статистика выступлений

### Первенство России
| Сезон | Лига                      | Место |
| ----- | ------------------------- | ----- |
| 1995  | КФК, зона «Поволжье»      | 2     |
| 1996  | Третья лига, 5 зона       | 7     |
| 1997  | Третья лига, 5 зона       | 7     |
| 1998  | Второй дивизион, Поволжье | 8     |
| 1999  | Второй дивизион, Поволжье | 8     |
| 2000  | Второй дивизион, Поволжье | 12    |
| 2001  | Второй дивизион, Поволжье | 10    |
| 2002  | Второй дивизион, Поволжье | 5     |
| 2003  | Второй дивизион, Центр    | 18    |
| 2004  | Второй дивизион, Центр    | 7     |

### Кубок России
| Сезон     | Стадия | Матчей |
| --------- | ------ | ------ |
| 1997/98   | 1/256  | 1      |
| 1998/99   | 1/64   | 2      |
| 1999/2000 | 1/128  | 2      |
| 2000/01   | 1/256  | 1      |
| 2001/02   | 1/256  | 1      |
| 2002/03   | 1/256  | 1      |
| 2003/04   | 1/512  | 1      |
| 2004/05   | 1/32   | 4      |

## Известные игроки
- Алексей Федюнин — более 200 матчей